# 福建信息职业技术学院
福建信息职业技术学院是中华人民共和国的一所全日制专科公办省属普通高等职业学校，位于福建省福州市。
2003年2月，福建电子工业学校、福建工程学校和福建省商业学校合并为福建信息职业技术学院。
现有3个校区：龙腰校区、杜园校区和平潭校区。